# 케이셰르 풀레르
케이셰르 풀레르 스펜세(스페인어: Keysher Fuller Spence, 1994년 7월 12일 ~ )는 코스타리카의 축구 선수로 포지션은 라이트 백이다. 현재 코스타리카 프리메라 디비시온의 클럽인 CS 에레디아노에서 활약하고 있다.